# جورجيو دي لوكا
جورجيو دي لوكا (بالإيطالية: Giorgio De Luca)‏ هو رباع إيطالي، ولد في 19 يونيو 1984 في باليرمو في إيطاليا.

## وصلات خارجية
- جورجيو دي لوكا على موقع اللجنة الأولمبية الدولية (الإنجليزية)
- جورجيو دي لوكا على موقع أوليمبيديا (الإنجليزية)